# Matiana
Matiana (en llatí Matiana, en grec antic Ματιανή o Ματιηνή) era un districte de Mèdia al sud-oest de la Mèdia Atropatene. Els seus límits són incerts i no es pot aclarir quin territori ocupava realment. És probablement la mateixa regió que Claudi Ptolemeu anomena Μαρτιανή (Martiene). Estrabó esmenta que els arbres de la regió destil·laven mel.
Formava part de la satrapia XVIII de l'Imperi Persa segons la relació que en fa Heròdot. Després del repartiment de Triparadisos, la part nord de Mèdia va correspondre al sàtrapa Atròpat, mentre el sud, la Matiana, va ser pel general macedoni Pitó.